# Nancy Camaldo
Nancy Camaldo (* 1992 in Bozen) ist eine italienische Filmregisseurin und Drehbuchautorin.

## Leben und Werk
Nancy Camaldo wuchs in Südtirol auf und sammelte früh Erfahrungen in Filmprojekten. 2013 nahm sie ein Studium der Szenischen Regie an der Hochschule für Fernsehen und Film München (HFF) auf. Parallel realisierte sie Kurzfilme, Musikvideos und Imagefilm-Produktionen. Ihr zusammen mit Veronika Hafner entwickelter und inszenierter Kurzdokumentarfilm Alter (2016) zeigt Menschen im Alter von 0 bis 100 Jahren, die sich jeweils fragen, was das Älterwerden für sie bedeutet. Der 30 Minuten lange Film wurde auf zahlreichen ausländischen Festivals, unter anderem in Rumänien, Polen und in der Ukraine, sowie auf den Hofer Filmtagen und dem DOK.fest München präsentiert. In ihrer fiktionalen Arbeit Haut (2018) führt die Protagonistin Lia, deren linke Gesichtshälfte nach einem Unfall entstellt ist, ein normales Leben, bis Begegnungen mit ihrer überbesorgten Mutter körperliche und seelische Schmerzen erneut hervortreten lassen.
Ihre HFF-Abschlussarbeit Windstill, gleichzeitig ihr erster Langfilm, entstand an Drehorten in Deutschland und Südtirol. Der Film wurde auf das Filmfestival Max Ophüls Preis 2021 eingeladen. Die Schauspieler Giulia Goldammer und Thomas Schubert erhielten eine Nominierung für den Darstellerpreis des Festivals.

## Filmografie (Auswahl)
- 2015: Elefantenhaus (Kurzfilm)
- 2016: Fiesta (Kurzfilm)
- 2016: Alter (Kurzdokumentarfilm)
- 2018: Haut (Kurzfilm)
- 2021: Windstill